# Okręg wyborczy Cook
Okręg wyborczy Cook (ang. Division of Cook) – jednomandatowy okręg wyborczy do Izby Reprezentantów Australii, położony na południowo-wschodnich krańcach Sydney. Powstał w 1969, jego patronem jest James Cook, brytyjski oficer zasłużony dla europejskiej kolonizacji Australii. Okręg jest uważany za bastion prawicy, w całej jego historii tylko przez jedną kadencję parlamentu był reprezentowany przez polityka lewicowego. 
Jest to drugi w historii Australii federalny okręg wyborczy o nazwie Cook. Pierwszy istniał w latach 1906-1955.

## Lista posłów
| okres urzędowania | poseł          | przynależność              |
| ----------------- | -------------- | -------------------------- |
| 1969-1972         | Don Dobie      | Liberalna Partia Australii |
| 1972-1975         | Ray Thorburn   | Australijska Partia Pracy  |
| 1975-1996         | Don Dobie      | Liberalna Partia Australii |
| 1996-1998         | Stephen Mutch  | Liberalna Partia Australii |
| 1998-2007         | Bruce Baird    | Liberalna Partia Australii |
| od 2007           | Scott Morrison | Liberalna Partia Australii |

źródło: 

## Dawne granice

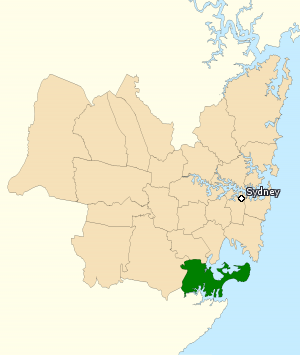
Okręg w granicach z 2010 roku